# Quint Ondaatje

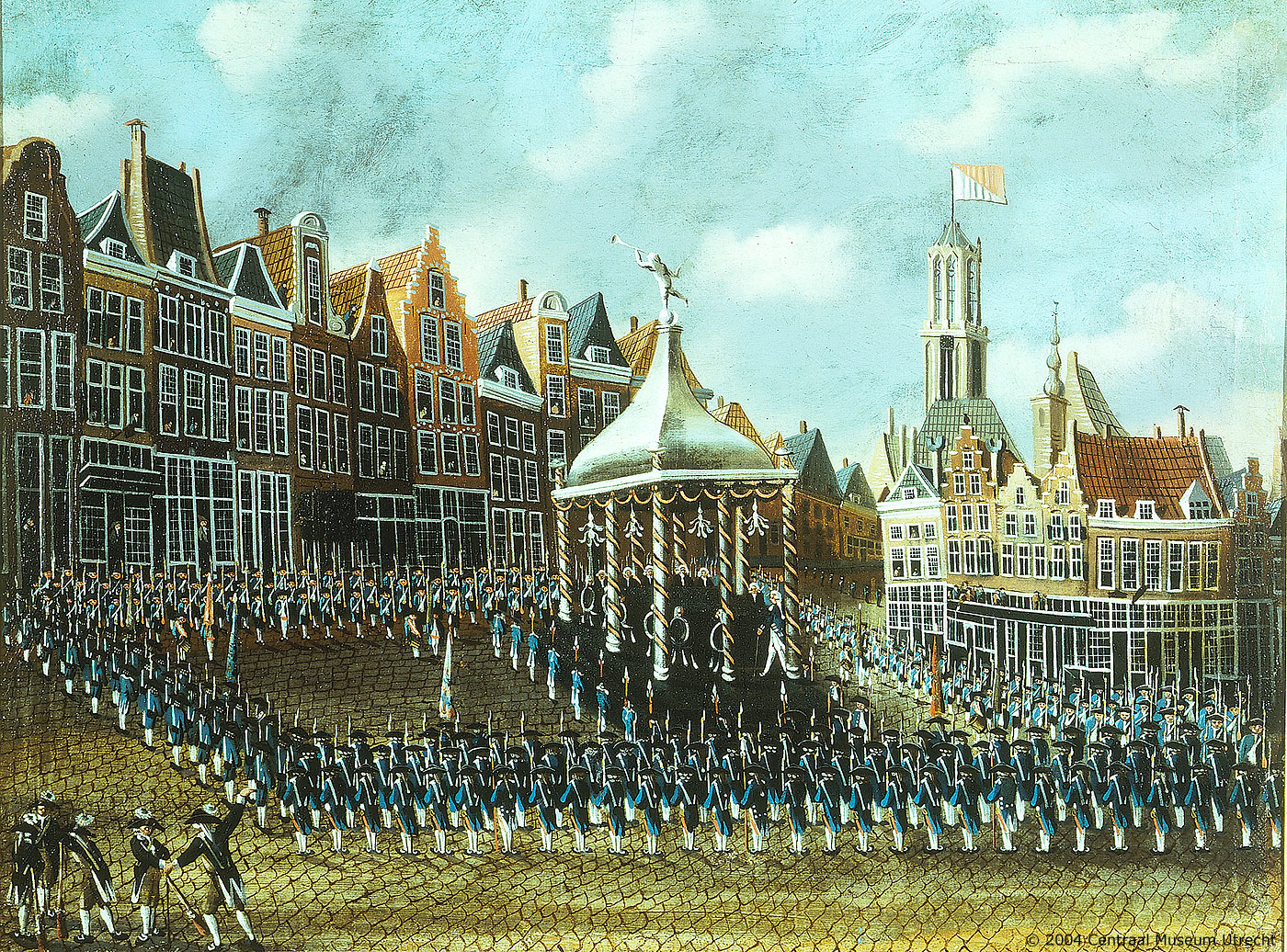
Patriotten op de Neude in 1786

Pieter Philip Juriaan Quint Ondaatje (Colombo, 18 juni 1758 – Batavia, 30 april 1818) was een Nederlands patriot.

## Biografie
Ondaatje werd geboren als zoon van de Tamil-dominee Willem Juriaan Ondaatje (ook: Ondatie) en Hermina Quint, die afkomstig was uit Amsterdam. Zijn ouders waren in 1757 in Utrecht getrouwd, waar zijn vader voor zijn studie tijdelijk verbleef. 
Hij was afkomstig uit het VOC-gebied Ceylon en had een donker uiterlijk vanwege zijn gemengde achtergrond.

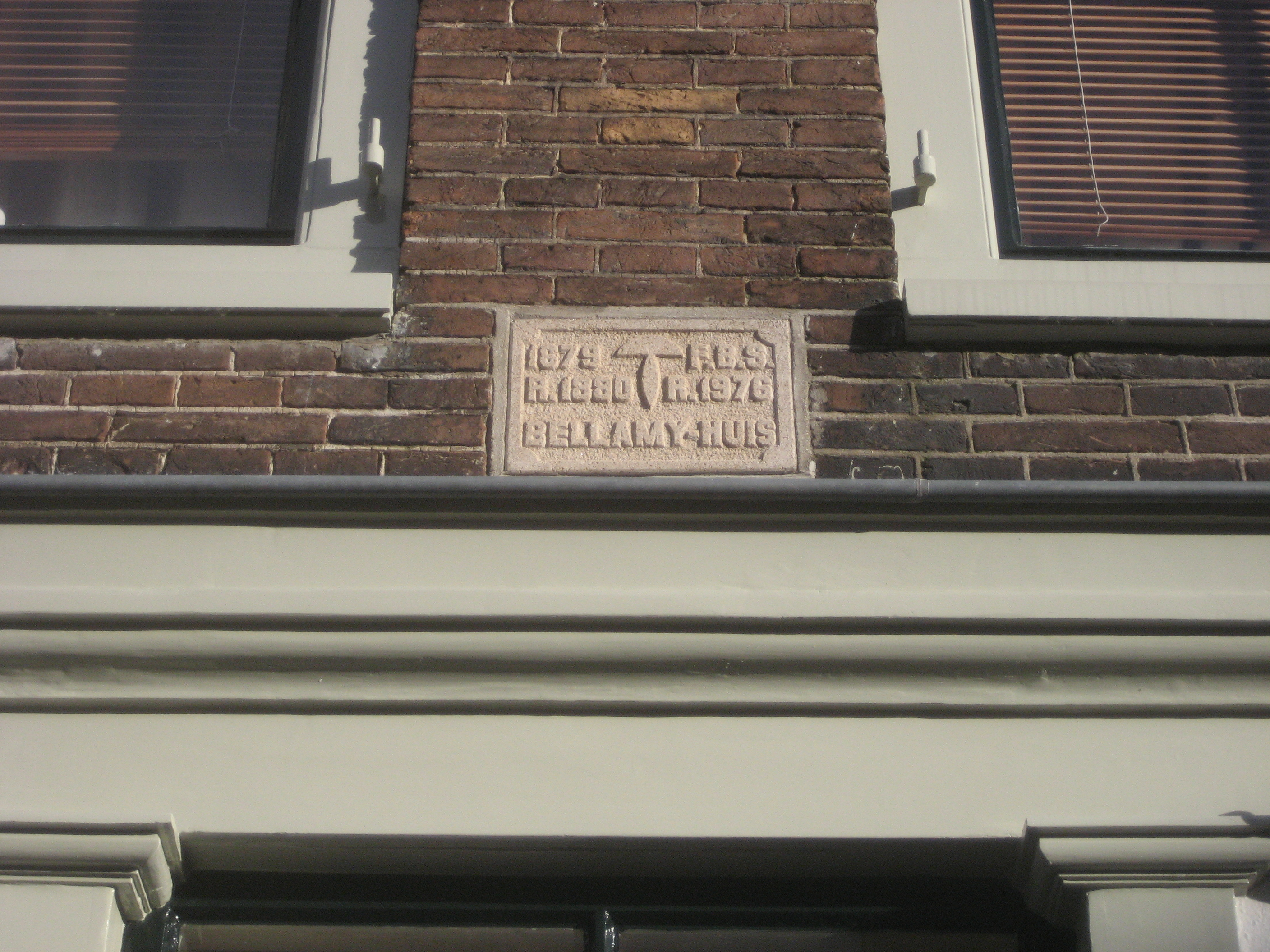
Ondaatjes woning in de Lange Nieuwstraat

Op 14-jarige leeftijd kwam hij naar Amsterdam. Hij werd leerling aan het Athenaeum Illustre en ging daarna rechten en theologie studeren in Utrecht. Hij had een kamer gehuurd in hetzelfde pand als Jacobus Bellamy in de Lange Nieuwstraat. Ondaatje werd officier in het exercitiegenootschap Pro Patria et Libertate in Utrecht, dat vanwege de grote opkomst oefende in het Sterrenbos. Bellamy beklaagde zich over de drukte in het pand door Ondaatje veroorzaakt. Ondaatje schreef petities aan de vroedschap over rechten en bevoegdheden van de stadhouder aangaande de benoeming van nieuwe kandidaten. Al in 1610 was de schutterij in Utrecht zo veel mogelijk buiten spel gezet.
Op 11 maart 1785 kwam de Utrechtse bevolking massaal naar het stadhuis. Enkelen gingen het stadhuis binnen onder leiding van Ondaatje. Die hield daar een felle toespraak. Hij eiste het aftreden van de pas benoemde Jonathan Sichterman en voegde eraan toe dat het weleens moeilijk zou kunnen worden om het stadhuis te verlaten, als de heren regenten niet zouden toegeven, want er stond heel wat volk voor de deur. Toen besloten de regenten toe te geven, op voorwaarde dat Ondaatje het volk rustig zou krijgen. Vanaf het bordes deelde Ondaatje de overwinning mee en vroeg het volk weer naar huis te gaan. Onder luid hoera-geroep verspreidde de menigte zich. Maar toen het gevaar geweken was volgde een samenscholingsverbod. Ondaatje werd aangeklaagd wegens ordeverstoring en trad af.
In een lastercampagne werd Quint Ondaatje ervan beschuldigd heimelijk met stadhouder Willem V te heulen. Ondaatje zag zich gedwongen zich te verdedigen in De Post van den Neder-Rhijn. Toen de Rijngraaf van Salm op 16 september 1787 Utrecht opgaf en naar Amsterdam vluchtte, schreef Ondaatje als zijn voormalige adjudant een verdediging (1792). Als vluchteling in Noord-Frankrijk was Ondaatje betrokken bij de oprichting van een broederschap om de interne tegenstellingen tussen Johan Valckenaer en Court Lambertus van Beyma te bezweren. Ook tot de formering van een Bataafs Legioen deed Ondaatje voorstellen. Bij een inval in de Republiek stelde Ondaatje de rechten van de mens voorop en legde de nadruk op vrijheid van meningsuiting en volkssoevereiniteit. De vorming van een unie tussen de Republiek en het Belgische gewest was eveneens een van de onderwerpen waarvoor Ondaatje, die zich met Von Liebeherr in Gent had teruggetrokken, zich interesseerde. Vanaf 1794 was Ondaatje actief als drukker in Calais van een courant.
Samen met Samuel Iperusz Wiselius, Wybo Fijnje, Theodorus van Kooten en Von Liebeherr, zijn boezemvriend, werd Ondaatje in 1796 benoemd als lid van het Comité ter ontmanteling van de VOC. De zoon van Ondaatje was Pieter Philip Christiaan Ortmaer Ondaatje.

## Eerbetoon
Op 11 oktober 2021 werd te zijner ere een gevelsteen onthuld in de stadhuismuur door burgemeester Dijksma.